# آرابی
آرابی، روستایی در دهستان لاتیدان بخش کهورستان شهرستان خمیر در استان هرمزگان ایران است.

## جمعیت
بر پایه سرشماری عمومی نفوس و مسکن در سال ۱۳۹۵، جمعیت این روستا برابر با ۹۵۱ نفر (۲۶۵ خانوار) بوده‌است.